# Кладбище на улице Загородной (Барановичи)
Кладбище на улице Загородной (бел. Могілкі на вуліцы Загараднай) — кладбище в городе Барановичи Брестской области Белоруссии. 3 сентября 2008 года Постановлением Совета Министров Республики Беларусь объекту присвоен статус историко-культурной ценности регионального значения.

## История
Быстрое развитие местечка Розвадово, основанного в 1884 году, требовало мест для захоронения. Первоначально хоронили в соседних деревнях Колпеница, Новая Мышь и на кладбище железнодорожной бригады, которое находилось на окраине местечка Барановичи (ныне центр города). Основным же кладбищем было православное кладбище вдали от местечка, рядом с границей имения Сухарепщины, на запланированной графом Розводовским улице Кладбищенской (ныне улица Загородная). Граф выделил землю под кладбища для всех религиозных конфессий, проживавших в местечке. Так на плане 1894 года, в надежде на наделение Барановичей статусом уездного города, граф обозначил участки для уже существующего еврейского кладбища (первое упоминание относится к 1888 году), лютеранского, римско-католического и православного. Рядом с кладбищами был выделен участок под скотобойню. По неизвестным причинам католическое и лютеранское кладбища так и не появились, в отличие от православного.
Под православное кладбище граф отвел две десятины земли (2,18 га), сегодня это часть кладбища возле улиц Загородной и Декабристов, которая тянется до 2-го переулка Декабристов. Именно в этих границах с конца XIX века они просуществовали до 1940-х годов, что хорошо видно на аэрофотосъемке 1942 года.
На сегодняшний день в старой части кладбища большая часть старших захоронений датируется 1950-ми годами и младше, что говорит о том, что в послевоенные годы здесь активно велись перезахоронения. Старейшая могила датируется 1912 годом. Есть несколько могил, датированных началом 1920-х годов, с надписями с дореформенным русским правописанием.
В конце 1940-х — начале 1950-х годов на кладбище хоронили остатки солдат и офицеров, погибших во время освобождения города в 1944 году. В результате из центра города на кладбище были перенесены, например, останки Ивана Лисина и Ивана Рагули. Судя по датам на памятниках, активное захоронение и рост кладбища приходился на вторую половину 1960-х годов и продолжался до конца 1980-х, вплоть до закрытия кладбища.

## Воинский участок
На воинском участке гражданского кладбища находятся братская могила, две братские могилы подпольщиков, восемь братских могил советских воинов, могилы Героев Советского Союза И. П. Лисина, В. И. Матронина, А. Г. Наконечникова, могила дважды Героя Советского Союза М. Т. Степанищева, могила генерал-майора И. Л. Рагули, могилы А. И. Островского, Ф. В. Черного, могила подпольщика М. Ф. Дорошевича и его родных, могила польских граждан — жертв фашизма.

### Братские могилы советских воинов
В первой братской могиле похоронено 20 воинов (1 известен, 19 неизвестны), погибших в боях против немецко-фашистских захватчиков в 1944 году. В 1985 году на могиле установлена стела.
Во второй захоронены 4 воина, погибших в боях против немецко-фашистских захватчиков в 1941 году. В 1987 году на могиле установлен обелиск.
В третьей похоронено 295 воинов. 294 из них погибли в боях против немецко-фашистских захватчиков в 1941 и 1944 годах. В числе похороненных Герои Советского Союза Иван Павлович Лисин, Василий Иванович Матронин, Александр Георгиевич Наконечников. В 1963 году на могиле установлен обелиск.
В четвёртой похоронен 25 воинов, погибший в июле 1944 года при освобождении города от немецко-фашистских захватчиков. В 1963 году на могиле установлен обелиск.

### Братские могилы подпольщиков
Две братские могилы. В первой похоронен Л. П. Бородинский, Г. М. Герасимук, Т. И. Демидович, А. М. Денищик, А. А. Довгер, К. М. Довгер, Г. А. Лицкевич, И. А. Лицкевич, А. Ю. Ширко — члены подпольной группы, действовавшей в августе 1943 — марте 1944 года под руководством А. И. Крыштофика. Подпольщики делали диверсии, переправляли людей в партизанские отряды, добывали и передавали партизанам сведения о противнике, боеприпасы, медикаменты, бумагу. Оккупанты выследили патриотов и 11 марта 1944 года замучили их. В 1968 году на могиле установлен обелиск.
Во второй похоронены К. П. Бодак, Е. М. Корниенко, А. В. Егоров — члены подпольной группы, действовавшей на Барановичском железнодорожном узле с июня 1943 года. Группу из 5 человек возглавлял К. П. Бодак. Подпольщики выводили из строя паровозы и другую технику, собирали и передавали партизанам сведения о движении вражеских эшелонов. В 1944 году гитлеровцы арестовали и после зверских пыток 26 апреля 1944 года повесили патриотов. В 1949 году на могиле установлен обелиск.

### Могила жертв фашизма
Похоронены 100 польских граждан, расстрелянных 13 июля 1942 года немецко-фашистскими оккупантами. В 1971 году на могиле установлен обелиск.

## Другие захоронения

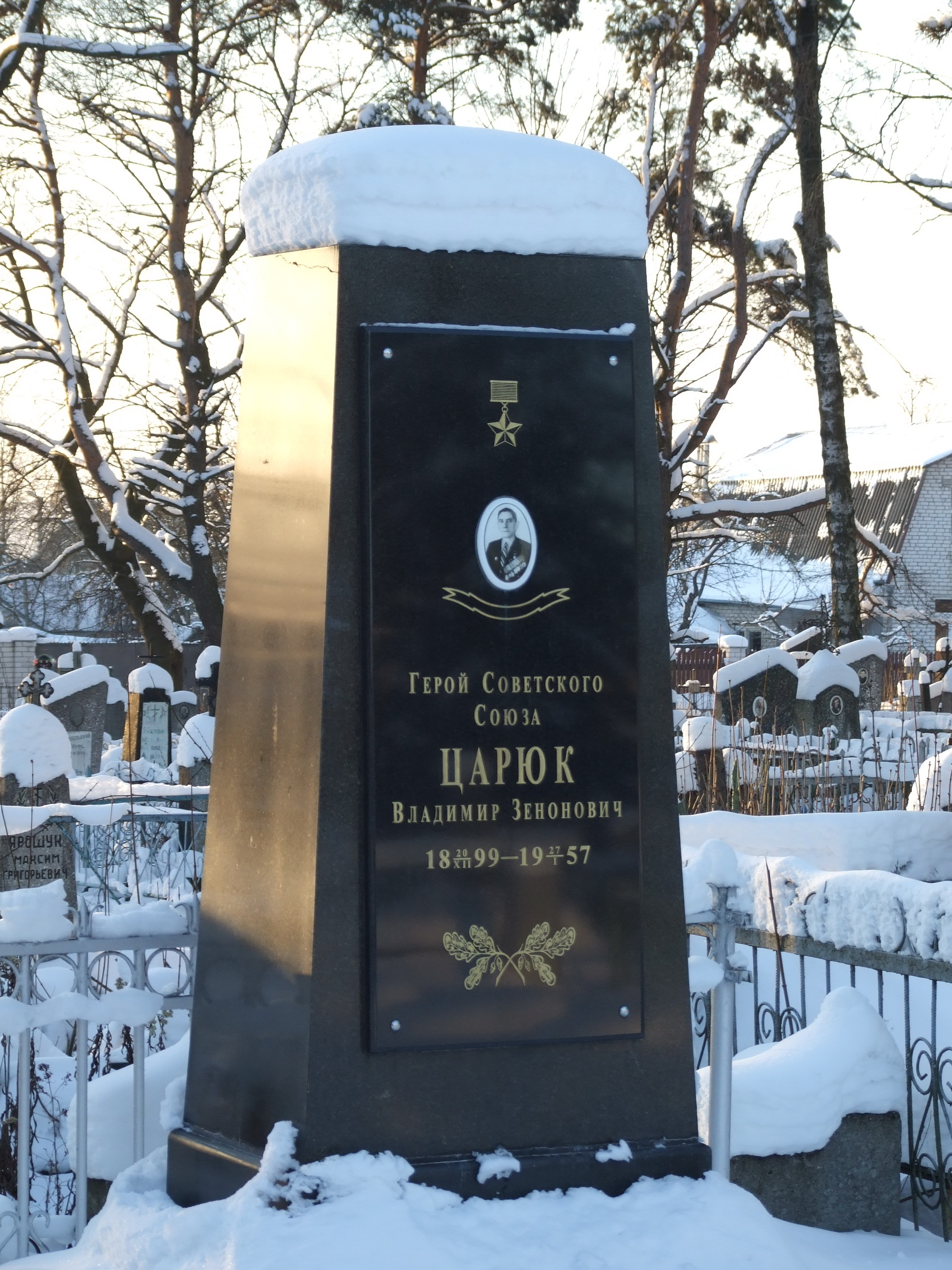
Могила Владимира Царюка

- Владимир Царюк (1899—1957) — деятель революционного и национально-освободительного движения в Западной Беларуси, один из организаторов и руководителей коммунистического подполья и партизанского движения в Барановичской области во время Великой Отечественной войны.
- Василий Зверев (1923—1971) — Герой Советского Союза.
- Иван Кадочников (1911—1967) — Герой Советского Союза.
- Прасковья Колола (1895—1976) — Герой Социалистического Труда.
- Арсентий Мален (1921—1950) — Герой Советского Союза.